# دیوید فالکنر (بازیکن فوتبال)
دیوید فالکنر (انگلیسی: David Faulkner؛ زادهٔ ۸ اکتبر ۱۹۷۵) بازیکن فوتبال اهل بریتانیا است.
از باشگاه‌هایی که در آن بازی کرده‌است می‌توان به باشگاه فوتبال شفیلد ونزدی، باشگاه فوتبال دارلینگتون، باشگاه فوتبال شفیلد، باشگاه فوتبال آلفرتون تاون، باشگاه فوتبال گینزبورو ترینیتی، و باشگاه فوتبال گرزلی اشاره کرد.
وی همچنین در تیم ملی فوتبال زیر ۱۸ سال انگلستان بازی کرده‌است.